# Кедровый Шор
Кедро́вый Шор — посёлок в муниципальном районе «Печора» Республики Коми.

## История
Основан в 1930 году, как спецпоселок высланных спецпоселенцев (кулаков).
Сын рабочего Сестрорецкого оружейного завода Николая Емельянова, спасавшего Ленина в Разливе в июле 1917 г.  - Кондратий Николаевич Емельянов - был арестован в 1927 г., выпущен в 1928 г., вновь арестован в 1934 г., и в 1937 г. приговорен тройкой УНКВД Архангельской области по статье 58-10 к ВМН, расстрелян в Кедровом Шоре 20 февраля 1938 г. Реабилитирован 28 февраля 1958 г.

## Этимология
Топоним происходит от гидронима Кедрӧвӧй шор, где прилагательное кедровый заимствовано из русского языка, шор на языке коми — «ручей».

## Население
| 1989 | 2002 | 2010 |
| ---- | ---- | ---- |
| 536  | ↘341 | ↘223 |

## Инфраструктура
В поселке имеется детский сад, начальная общеобразовательная школа, Дом досуга, почта, два магазина.